# Liste des députés de la Vienne
 (mai 2025).
Liste des députés de la Vienne

## Ve République

### XVIIelégislature(2024-...)
| Circonscription     | Identité         | Parti                | Suppléant(e)     |
| ------------------- | ---------------- | -------------------- | ---------------- |
| 1re circonscription | Lisa Belluco     | LÉ                   | Florence Jardin  |
| 2e circonscription  | Sacha Houlié     | REN puis Non-inscrit | Sandra Girard    |
| 3e circonscription  | Pascal Lecamp    | MoDem                | Isabelle Barreau |
| 4e circonscription  | Nicolas Turquois | MoDem                | Valérie Dauge    |

### XVIelégislature(2022-2024)
| Circonscription     | Identité         | Parti | Suppléant(e)             |
| ------------------- | ---------------- | ----- | ------------------------ |
| 1re circonscription | Lisa Belluco     | EELV  | Stéphane Patrier         |
| 2e circonscription  | Sacha Houlié     | LREM  | Sandra Girard            |
| 3e circonscription  | Pascal Lecamp    | MoDem | Virginie Célia Giraudeau |
| 4e circonscription  | Nicolas Turquois | MoDem | Valérie Dauge            |

### XVelégislature(2017-2022)
| Circonscription     | Identité                         | Parti                             | Suppléant(e)         |
| ------------------- | -------------------------------- | --------------------------------- | -------------------- |
| 1re circonscription | Jacques Savatier (2017-2020)     | LREM                              | Françoise Ballet-Blu |
| 1re circonscription | Françoise Ballet-Blu (2020-2022) | LREM                              | —                    |
| 2e circonscription  | Sacha Houlié                     | LREM                              | Sylvie Aubert        |
| 3e circonscription  | Jean-Michel Clément              | LREM (2017) puis PP (depuis 2018) | Sylviane Sambor      |
| 4e circonscription  | Nicolas Turquois                 | MODEM                             | Véronique Lecordier  |

### XIVelégislature(2012-2017)
| Circonscription     | Identité             | Parti        | Suppléant(e)      |
| ------------------- | -------------------- | ------------ | ----------------- |
| 1re circonscription | Alain Claeys         | PS           | Nina Barriquault  |
| 2e circonscription  | Catherine Coutelle   | PS           | Philippe Brottier |
| 3e circonscription  | Jean-Michel Clément  | PS           | Guy Gevaudan      |
| 4e circonscription  | Véronique Massonneau | EÉLV puis PE | Pierre Lantier    |

### XIIIelégislature(2007-2012)
| Circonscription     | Identité            | Parti | Suppléant(e)      |
| ------------------- | ------------------- | ----- | ----------------- |
| 1re circonscription | Alain Claeys        | PS    | Martine Daban     |
| 2e circonscription  | Catherine Coutelle  | PS    | Philippe Brottier |
| 3e circonscription  | Jean-Michel Clément | PS    | Guy Gevaudan      |
| 4e circonscription  | Jean-Pierre Abelin  | NC    | Jean Touret       |

### XIIelégislature(2002-2007)
| Circonscription     | Identité           | Parti | Suppléant(e)      |
| ------------------- | ------------------ | ----- | ----------------- |
| 1re circonscription | Alain Claeys       | PS    | Martine Daban     |
| 2e circonscription  | Jean-Yves Chamard  | UMP   | Martine Aperce    |
| 3e circonscription  | Arnaud Lepercq     | UMP   | Micheline Clisson |
| 4e circonscription  | Jean-Pierre Abelin | UDF   | Jean Touret       |

### XIelégislature(1997-2002)
| Circonscription     | Identité           | Parti | Suppléant(e)      |
| ------------------- | ------------------ | ----- | ----------------- |
| 1re circonscription | Alain Claeys       | PS    | Martine Daban     |
| 2e circonscription  | Philippe Decaudin  | PS    | Pierre Cartraud   |
| 3e circonscription  | Arnaud Lepercq     | RPR   | Micheline Clisson |
| 4e circonscription  | Jean-Pierre Abelin | UDF   | Jean Touret       |

### Xelégislature(1993-1997)
| Circonscription     | Identité           | Parti | Suppléant(e)   |
| ------------------- | ------------------ | ----- | -------------- |
| 1re circonscription | Éric Duboc         | RPR   | Denis Brunet   |
| 2e circonscription  | Jean-Yves Chamard  | RPR   | Claude Bertaud |
| 3e circonscription  | Arnaud Lepercq     | RPR   | Germain Nallet |
| 4e circonscription  | Jean-Pierre Abelin | UDF   | Jean Touret    |

### IXelégislature(1988-1993)
| Circonscription     | Identité          | Parti | Suppléant(e)   |
| ------------------- | ----------------- | ----- | -------------- |
| 1re circonscription | Jacques Santrot   | PS    | Serge Chamoret |
| 2e circonscription  | Jean-Yves Chamard | RPR   | Claude Bertaud |
| 3e circonscription  | Arnaud Lepercq    | RPR   | Alain Fouché   |
| 4e circonscription  | Édith Cresson     | PS    | Guy Monjalon   |

### VIIIelégislature(1986-1988)
Scrutin de liste départemental, élections à la proportionnelle. Pas de suppléants.
| Identité           | Parti |
| ------------------ | ----- |
| Édith Cresson      | PS    |
| Jacques Santrot    | PS    |
| Jean-Pierre Abelin | RPR   |
| Arnaud Lepercq     | RPR   |

### VIIelégislature(1981-1986)
| Circonscription     | Identité        | Parti | Suppléant(e)   |
| ------------------- | --------------- | ----- | -------------- |
| 1re circonscription | Jacques Santrot | PS    | Serge Chamoret |
| 2e circonscription  | Édith Cresson   | PS    | Marc Verdon    |
| 3e circonscription  | Raoul Cartraud  | PS    | René Gaborieau |

### VIelégislature(1978-1981)
| Circonscription     | Identité           | Parti | Suppléant(e)            |
| ------------------- | ------------------ | ----- | ----------------------- |
| 1re circonscription | Jacques Santrot    | PS    | Serge Chamoret          |
| 2e circonscription  | Jean-Pierre Abelin | UDF   | Jean-Jacques Fouqueteau |
| 3e circonscription  | Arnaud Lepercq     | RPR   | Jean Gabette            |

### Velégislature(1973-1978)
| Circonscription     | Identité                                   | Parti | Suppléant(e)            |
| ------------------- | ------------------------------------------ | ----- | ----------------------- |
| 1re circonscription | Pierre Vertadier (nommé au gouvernement)   | UDR   | René Métayer            |
| 1re circonscription | René Métayer                               |       |                         |
| 2e circonscription  | Pierre Abelin (nommé au gouvernement)      | RDS   | Robert Gourault         |
| 2e circonscription  | Robert Gourault (décès en cours de mandat) |       |                         |
| 2e circonscription  | Vacant (élection partielle)                |       |                         |
| 2e circonscription  | Pierre Abelin (nommé au gouvernement)      | RDS   | Jean-Jacques Fouqueteau |
| 2e circonscription  | Jean-Jacques Fouqueteau                    |       |                         |
| 3e circonscription  | Claude Peyret (décès en cours de mandat)   | UDR   | Arnaud Lepercq          |
| 3e circonscription  | Arnaud Lepercq                             | CDP   |                         |

### IVelégislature(1968-1973)
| Circonscription     | Identité         | Parti | Suppléant(e)      |
| ------------------- | ---------------- | ----- | ----------------- |
| 1re circonscription | Pierre Vertadier | UDR   | Roger Bertholleau |
| 2e circonscription  | Pierre Abelin    | CD    | René Monory       |
| 3e circonscription  | Claude Peyret    | UDR   | Paul Guilbard     |

### IIIelégislature(1967-1968)
| Circonscription     | Identité         | Parti | Suppléant(e)      |
| ------------------- | ---------------- | ----- | ----------------- |
| 1re circonscription | Pierre Vertadier | UD-Ve | Roger Bertholleau |
| 2e circonscription  | Pierre Abelin    | CD    | René Monory       |
| 3e circonscription  | Claude Peyret    | UD-Ve | Paul Guilbard     |

### IIelégislature(1962-1967)
| Circonscription     | Identité                                | Parti   | Suppléant(e)      |
| ------------------- | --------------------------------------- | ------- | ----------------- |
| 1re circonscription | Paul Guillon (décès en cours de mandat) | UNR-UDT | Roger Bertholleau |
| 1re circonscription | Roger Bertholleau                       | UNR-UDT |                   |
| 2e circonscription  | Pierre Abelin                           | MRP     | René Monory       |
| 3e circonscription  | Claude Peyret                           | UNR-UDT | Paul Guilbard     |

### Irelégislature(1958-1962)
| Circonscription     | Identité       | Parti    | Suppléant(e)      |
| ------------------- | -------------- | -------- | ----------------- |
| 1re circonscription | Paul Guillon   | app. UNR | Roger Bertholleau |
| 2e circonscription  | Ernest Bouchet | UNR      | André Colas       |
| 3e circonscription  | Claude Peyret  | UNR      | Paul Guilbard     |

## Quatrième République

### Troisième législature (1956-1958)
Alphonse Bouloux (PCF)
Adrien André (Radical)
Pierre Abelin (MRP)
Raymond Larue (UFF)

### Deuxième législature (1951-1956)
Gérard de Montjou (Radical)
Adrien André (Radical)
Pierre Abelin (MRP)
Jean Raffarin (centre républicain d'action paysanne)

### Première législature (1946-1951)
Fernand Maillocheau (PCF)
Alphonse Bouloux (PCF), remplacé le 30 janvier 1947 par Isabelle Douteau (PCF)
Pierre Abelin (MRP)
Henri Gallet (MRP)

## Gouvernement Provisoire de la République Française

### Seconde constituante (1946)
Fernand Maillocheau (PCF)
Alphonse Bouloux (PCF)
Pierre Abelin (MRP)
Henri Gallet (MRP)

### Première constituante (1945-46)
Fernand Maillocheau (PCF)
Alphonse Bouloux (PCF)
Pierre Abelin (MRP)
Luc Levesque (Paysan)

## IIIeRépublique

### Assemblée nationale(1871-1876)
- Emmanuel-Marie-Stanislas Thibaut de La Rochethulon
- Jean Ernoul
- Jean-Marie Georges Girard de Soubeyran
- François-Charles Merveilleux du Vignaux
- Gusman Serph
- Jacques Étienne de Laurenceau, décédé en 1873, remplacé par Alphonse Lepetit

### Irelégislature(1876-1877)
- Alfred Hérault
- Henri Salomon
- Jean-Marie Georges Girard de Soubeyran
- Gusman Serph
- Louis-Evariste Robert de Beauchamp
- Ernest Cesbron

### IIelégislature(1877-1881)
- Alfred Hérault
- Henri Salomon
- Jean-Marie Georges Girard de Soubeyran
- Gusman Serph
- Louis-Evariste Robert de Beauchamp
- Ernest Cesbron

### IIIelégislature(1881-1885)
- Alfred Hérault
- Maurice Demarçay
- Henri Salomon
- François Pain
- Jean-Marie Georges Girard de Soubeyran
- Gusman Serph

### IVelégislature(1885-1889)
- Adrien Creuzé
- François Lecointre
- François Pain
- Jean-Marie Georges Girard de Soubeyran
- Gusman Serph

### Velégislature(1889-1893)
- Poitiers-2 : Raymond Dupuytrem, Monarchiste
- Châtellerault : Albert Nivert, Républicain
- Montmorillon : Maurice Demarçay, Républicain
- Poitiers-1 : Isidore Denizot, Républicain, décédé en 1891, remplacé par Jean Prévost-Sansac de Touchimbert, Conservateur, décédé en 1892, remplacé par Camille Bazille, Républicain Indépendant
- Loudun : Jean-Marie Georges Girard de Soubeyran, Monarchiste
- Civray : Gusman Serph, Conservateur

Source : journal Le Temps du 24 septembre et du 8 octobre 1889 sur Gallica,.

### VIelégislature(1893-1898)
- Poitiers-2 : Raymond Dupuytrem, Conservateur
- Châtellerault : Albert Nivert, Républicain, démissionne en 1895, remplacé par Jules Duvau, Républicain progressiste
- Poitiers-1 : Camille Bazille, Républicain indépendant
- Loudun : Louis Thonnard du Temple, Républicain
- Montmorillon : Maurice Demarçay, Républicain
- Civray : Gusman Serph, Conservateur

Source : journal Le Temps du 22 août et du 5 septembre 1893 sur Gallica,.

### VIIelégislature(1898-1902)
- Civray : Maurice Pain, Monarchiste
- Loudun : Maxime Ridouard, Radical
- Poitiers-2 : Raymond Dupuytrem, Radical
- Châtellerault : Jules Duvau, Républicain
- Poitiers-1 : Camille Bazille, Radical, décédé en 1900, remplacé par Auguste Girardin, Radical
- Montmorillon : Maurice Demarçay, Républicain, élu sénateur en 1900, remplacé par Junyen Corderoy, Républicain (Union démocratique)

Source : journal Le Temps du 10 mai et du 24 mai 1898 sur Gallica,.

### VIIIelégislature(1902-1906)
- Poitiers-2 : Raoul Péret, Républicain
- Civray : Maurice Pain, Conservateur (Action libérale)
- Loudun : Maxime Ridouard, Radical
- Poitiers-1 : Edgard de Montjou, Nationaliste (non-inscrit)
- Châtellerault : Frédéric Godet, Radical
- Montmorillon : Junyen Corderoy, Radical

Source : journal Le Temps du 29 avril et du 13 mai 1902 sur Gallica,.

### IXelégislature(1906-1910)
- Poitiers-2 : Raoul Péret, Gauche radicale
- Loudun : Maxime Ridouard, Gauche radicale
- Civray : Jean Joyeux-Laffuie, Républicain (Gauche démocratique)
- Poitiers-1 : Oscar Cibiel, Gauche radicale
- Châtellerault : Frédéric Godet, Républicain (Gauche démocratique)
- Montmorillon : Junyen Corderoy, Gauche radicale

Sources : Journal Le Temps du 6 et du 22 mai 1906 sur Gallica - ,.

### Xelégislature(1910-1914)
- Poitiers-2 : Raoul Péret, Gauche radicale
- Châtellerault : Pierre Gaston de Voyer d'Argenson, Républicain progressiste
- Loudun : Victor Boret, Gauche radicale
- Montmorillon : Alcide Blanchard, Gauche démocratique, décédé le 6 juin 1912, remplacé par Gaston Dupont, Gauche radicale, élu le 11 août 1912
- Civray : Maurice Pain, Action libérale
- Poitiers-1 : Edgard de Montjou, Républicain progressiste

Sources : Journal Le Temps du 24 avril et du 8 mai 1910 sur Gallica - ,.

### XIelégislature(1914-1919)
- Poitiers-2 : Raoul Péret, Gauche radicale
- Montmorillon : Henri Guillemin de Monplanet, Non-inscrit (Droite)
- Loudun : Victor Boret, Gauche radicale
- Civray : Maurice Pain, Action libérale
- Poitiers-1 : Edgard de Montjou, Fédération républicaine (Droite)
- Châtellerault : Frédéric Godet, Radical socialiste

Sources : Journal Le Temps du 28 avril et du 12 mai 1914 sur Gallica - ,.

### XIIelégislature(1919-1924)
Les élections législatives de 1919 furent organisées au scrutin proportionnel de liste. Elles marquèrent au niveau national la victoire du "Bloc national" de centre-droit.
Liste d'action nationale et républicaine
- Raoul Péret, Gauche républicaine démocratique
- Aimé Tranchand, Gauche républicaine démocratique
- Victor Boret, Gauche républicaine démocratique
- Marc Niveaux, Gauche républicaine démocratique

Liste républicaine d'union nationale
- Pierre Périvier, Entente républicaine démocratique
- Edgard de Montjou, Entente républicaine démocratique

Source : Barodet sur le site de l'Assemblée Nationale - https://bibnum.sciencespo.fr/s/catalogue/ark:/46513/sc16m2kz#?c=&m=&s=&cv=

### XIIIelégislature(1924-1928)
Les élections législatives de 1924 furent organisées au scrutin proportionnel de liste. Elles marquèrent au niveau national national la victoire du "Cartel des gauches".
Liste Républicaine de Gauche
- Raoul Péret, Gauche radicale, élu sénateur en 1927, non remplacé
- Aimé Tranchand, Gauche radicale
- Victor Boret, Gauche radicale

Liste Républicaine d'Union nationale
- Edgard de Montjou, Républicain de gauche (modéré)

Liste Républicaine de l'Union des gauches
- Pierre Hulin, Parti radical et radical-socialiste, Avocat à la Cour d'Appel de Poitiers

Source : Barodet sur le site de l'Assemblée Nationale - https://bibnum.sciencespo.fr/s/catalogue/ark:/46513/sc16m1m0#?c=&m=&s=&cv=

### XIVelégislature(1928-1932)
Les élections législatives furent au scrutin d'arrondissement majoritaire à deux tours de 1928 à 1936.
- Loudun : Louis Sevestre, Républicain de gauche (modéré)
- Montmorillon : Adrien André, Gauche radicale
- Civray : Pierre Colomb, Radical-socialiste
- Châtellerault : Aimé Tranchand, Gauche radicale
- Poitiers : Edgard de Montjou, Républicain de gauche (modéré)

Source : Élections législatives 22-29 avril 1928 de Georges Lachapelle - https://gallica.bnf.fr/ark:/12148/bpt6k320439r.texteImage#

### XVelégislature(1932-1936)
- Montmorillon : Adrien André, Gauche radicale, élu Sénateur en 1936, non remplacé
- Civray : Pierre Colomb, Radical-socialiste
- Poitiers : Pierre Hulin, Radical-socialiste - Arrêté par les Allemands le 30 septembre 1942, Gaston Hulin est déporté au camp de Gross-Rosen. Il y meurt le 29 novembre 1944, âgé seulement de 62 ans [15].
- Châtellerault : Aimé Tranchand, Gauche radicale
- Loudun : Camille Rimbert, Gauche indépendante (Radical indépendant)

### XVIelégislature(1936-1940)
- Jacques Masteau
- Marcel Coquillaud, décédé en 1939, remplacé par Maurice Aguillon
- Pierre Colomb
- Aimé Tranchand
- Luc Levesque

## Second Empire

### Irelégislature(1852-1857)
- Charles Dupont, décédé en 1854, remplacé par Louis-Evariste Robert de Beauchamp
- Pierre-Henri-Dieudonné Bourlon

### IIelégislature(1857-1863)
- Louis-Evariste Robert de Beauchamp
- Pierre-Henri-Dieudonné Bourlon

### IIIelégislature(1863-1869)
- Jean-Marie Georges Girard de Soubeyran
- Louis-Evariste Robert de Beauchamp
- Pierre-Henri-Dieudonné Bourlon

### IVelégislature(1869-1870)
- Jean-Marie Georges Girard de Soubeyran
- Louis-Evariste Robert de Beauchamp
- Olivier Bourbeau

## IIeRépublique
Élections au suffrage universel masculin à partir de 1848

### Assemblée nationale constituante (1848-1849)
- Octave Camille Bérenger
- Olivier Bourbeau
- Jean Joseph Barthélémy
- Sylvain Drault, décédé, remplacé par Paul Proa
- Pierre Pelignard
- Adrien Jeudy, démissionne en 1848, remplacé par Jules François Hennecart
- François Bonnin
- Jacques Junyen

### Assemblée nationale législative (1849-1851)
- Jacques Étienne de Laurenceau
- Achille Chazaud
- Paul Proa
- Jules François Hennecart
- Antoine Pervinquière
- Jacques Junyen

## Chambre des députés (Monarchie de Juillet)

### IreLégislature(1830-1831)
- Jacques Junyen
- Étienne de Tessières de Boisbertrand
- Joseph Dupont-Minoret
- Marc-René de Voyer de Paulmy d'Argenson

### IIeLégislature(1831-1834)
- Joseph Dupont-Minoret, décédé en 1833, remplacé par Sylvain Drault
- Jacques Junyen
- Pierre Millori
- Marc Jean Demarçay
- Louis Martineau

### IIIeLégislature(1834-1837)
- Sylvain Drault
- Gabriel Nosereau
- Jacques Junyen
- Marc Jean Demarçay
- Louis Martineau

### IVeLégislature(1837-1839)
- Sylvain Drault
- Gabriel Nosereau
- Jacques Junyen
- Marc Jean Demarçay
- Pierre-François Martinet

### VeLégislature(1839-1842)
- Sylvain Drault
- Marc Jean Demarçay, décédé en 1839, remplacé par François Bonnin
- Gabriel Nosereau
- Jacques Junyen
- Pierre-François Martinet

### VIeLégislature(1842-1846)
- Paul Proa
- Sylvain Drault
- François Bonnin
- Gabriel Nosereau
- Jacques Junyen

### VIIeLégislature(17 août1846-24 février1848)
- Paul Proa
- Sylvain Drault
- François Bonnin
- Gabriel Nosereau, démissionne en 1846, remplacé par Jules François Hennecart
- Jacques Junyen

## Chambre des députés des départements (2eRestauration)

### Irelégislature(1815–1816)
- Louis Xavier de Luzines
- Simon Canuel
- Claude-René Thibaut de Noblet de La Rochethulon

### IIelégislature(1816-1823)
- François Duval de Chassenon de Curzay
- Robert-Auguste Creuzé
- Marc Jean Demarçay
- Charles Pierre Fradin
- Louis Xavier de Luzines
- Claude-René Thibaut de Noblet de La Rochethulon

### IIIelégislature(1824-1827)
- Étienne de Tessières de Boisbertrand
- François Duval de Chassenon de Curzay
- Robert-Auguste Creuzé
- Eutrope-Barthélemy de Cressac

### IVelégislature(1828-1830)
- François Léon Boscal de Réals de Mornac
- Étienne de Tessières de Boisbertrand
- François Duval de Chassenon de Curzay
- Robert-Auguste Creuzé
- Eutrope-Barthélemy de Cressac

### Velégislature(23 juin 1830-28 juillet 1830)
- Étienne de Tessières de Boisbertrand
- François Duval de Chassenon de Curzay
- Robert-Auguste Creuzé
- Joseph Dupont-Minoret

## Chambre des représentants (Cent-Jours)
- Pierre Boncenne
- Louis Foureau de Beauregard
- Mathieu Nicolas Brafault
- Denis Barbault de La Motte
- Théodore Pressac-Doré
- Joseph-Charles Béra

## Chambre des députés des départements (1reRestauration)
- Louis François de Tryon de Montalembert
- Marie-Félix Faulcon de La Parisière

## Corps législatif(1800-1814)
- Louis François de Tryon de Montalembert
- Marie-Félix Faulcon de La Parisière
- Pierre Montault-Désilles
- Jacques Laurence-Dumail
- Louis Brault
- Léonard Bord
- Jean-Félix Dutrou de Bornier
- René Hyacinthe Thibaudeau
- Gabriel-Opportune Rampillon

## Conseil des Cinq-Cents(1795-1799)
- Antoine Claire Thibaudeau
- Marie-Félix Faulcon de La Parisière
- Jacques Antoine Creuzé-Latouche
- Jean-Félix Dutrou de Bornier
- Jean-Marie Bion
- Gabriel-Opportune Rampillon

## Convention nationale(1792-1795)
8 députés et 3 suppléants

### Députés
1. Pierre-François Piorry, homme de loi, administrateur du département, anien député à la Législative. Est décrété d'arrestation le 1er prairial an III (20 mai 1795) ; est ensuite amnistié.
2. François Pierre Ingrand, administrateur du département, ancien député à la Législative.
3. Jean-Félix Dutrou de Bornier, accusateur public à Poitiers, ancien Constituant.
4. Louis Martineau, juge au tribunal de Châtellerault, ancien député à la Législative.
5. Jean-Marie Bion, maire de Loudun, ancien Constituant.
6. Jacques Antoine Creuzé-Latouche, ex-lieutenant général de la sénéchaussée de Châtellerault, ancien Constituant.
7. Antoine Claire Thibaudeau, procureur syndic de la commune de Poitiers, ancien Constituant.
8. Michel-Pascal Creuzé-Dufresne, maire de Poitiers.

### Suppléants
1. Texier, juge au tribunal de Montmorillon, ancien député suppléant à la Législative. N'a pas siégé.
2. Pontenier. N'a pas siégé.
3. Lagodrie. N'a pas siégé.

## Assemblée législative (1791-1792)
8 députés et 3 suppléants

### Députés
1. Louis Marguerite Aimé Allard, professeur en droit et procureur de la commune de Poitiers.
2. Louis-Charles Martineau, juge au tribunal du district de Châtellerault.
3. Pierre Montault-Désilles, receveur particulier des finances de la ci-devant élection de Loudun, président de l'Assemblée électorale.
4. Jean-François Guilhau de Létanche, secrétaire du directoire du district de Montmorillon.
5. Pierre Thomas Belleroche, ci-devant notaire à Saint-Sauvent; administrateur et membre du directoire du département.
6. Jean Jacques Louis Pressac des Planches, président du tribunal du district de Civray.
7. Pierre-François Piorry, homme de loi, membre et administrateur du directoire du département.
8. François Pierre Ingrand, homme de loi à Usseau, près Châtellerault, administrateur et membre du directoire du département, suppléant à l'Assemblée constituante.

### Suppléants
1. Cannuel, propriétaire, cultivateur à Loudun.
2. Guillory, curé de Celle-Levècault, près Civray.
3. Texier, juge au tribunal du district de Loudun.